# Gillette (merk)

Logo

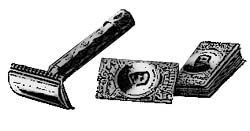
Het originele Gillette veiligheidsscheermes

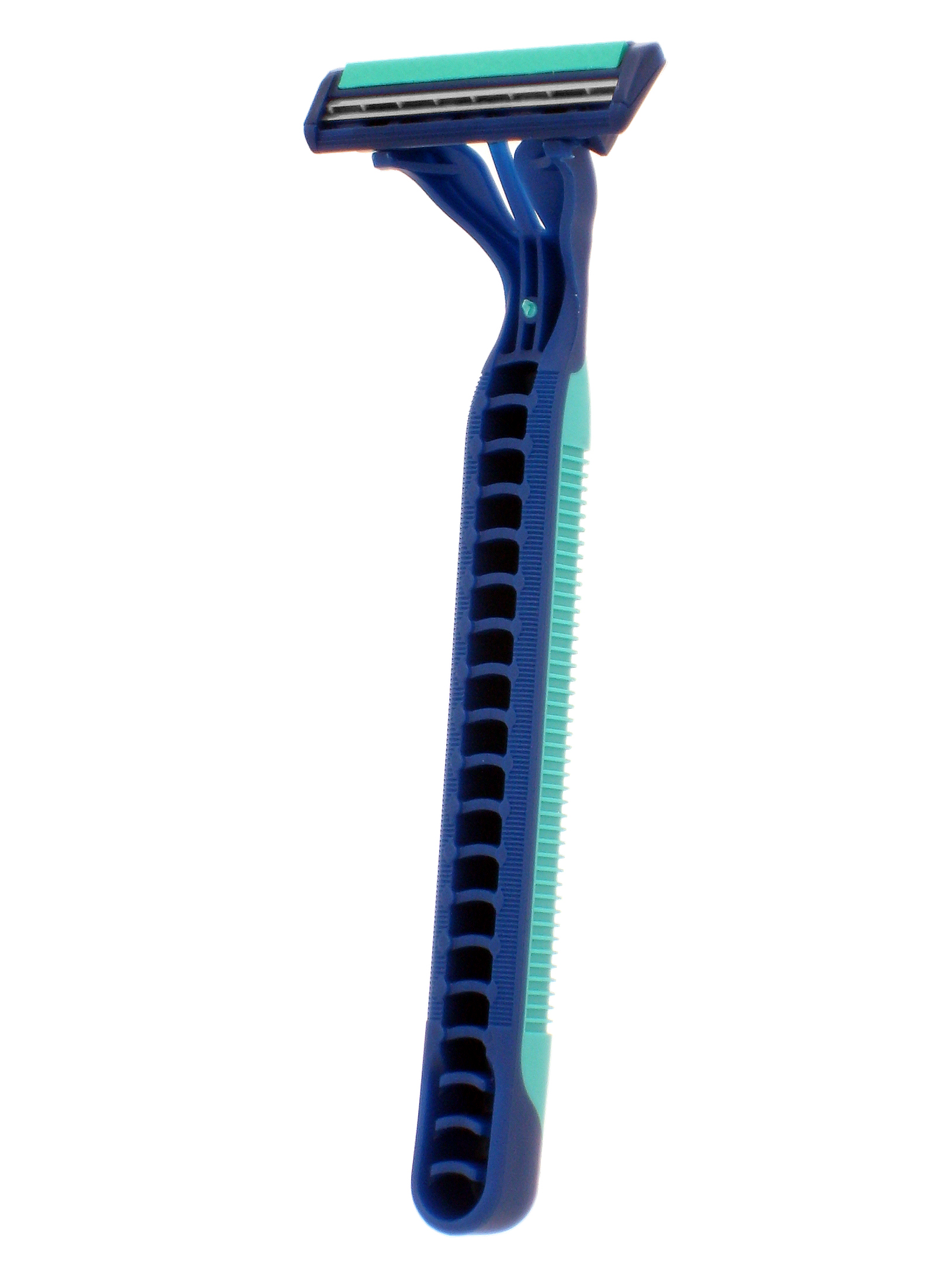
Een wegwerpscheermesje van Gilette met twee scheerbladen

Gillette is een Amerikaans scheermessenmerk. Ook andere producten voor het scheren en de persoonlijke hygiëne worden onder deze naam verkocht. 
Gillette werd in 1901 in Boston door King Camp Gillette opgericht als fabriek voor veiligheidsscheermessen. In 2005 werd het moederbedrijf The Gillette Company overgenomen door Procter & Gamble. 

## Producten
Gillette beleefde een grote groei met de verkoop van het veiligheidsscheermes, dat in 1903 op de markt kwam.
In  1971 in lanceerde Gillette een wegwerpmesje met twee scheerbladen. De firma introduceerde in 1998 als eerste een scheerkop met drie mesjes, de Gillette Mach3.
In 2006 werd een scheermes met vijf mesjes op de markt gebracht.
Gillette verkoopt ook scheergerei speciaal voor vrouwen.

## Promotie
Gillette kent een lange geschiedenis in het promoten van haar producten. Bekende sporters als Thierry Henry, Roger Federer en Tiger Woods waren in Gillette-reclames te zien. Het merk richt zich vooral op jonge mannen, de slogan is dan ook "The Best a Man Can Get".